# Andrine Flemmen
Andrine Flemmen, née le 29 décembre 1974 à Molde, est une skieuse alpine norvégienne.

## Palmarès

### Championnats du Monde
- Championnats du monde de 1999 à Vail (États-Unis) :
  -  Médaille d'argent en Slalom géant.

### Coupe du Monde
- Meilleur classement au Général : 9e en 1999.
- 3 victoires en course (3 en Slalom géant).

(État au 28 février 2006)

#### Saison par saison
- 1999 :
  - Slalom géant : 1 victoire (Sölden ( Autriche)).
- 2002 :
  - Slalom géant : 1 victoire (Copper Mountain ( États-Unis)).
- 2003 :
  - Slalom géant : 1 victoire (Sölden ( Autriche)).